# Black Mountain, Queensland
Black Mountain är en del av en befolkad plats i Australien. Den ligger i kommunen Sunshine Coast och delstaten Queensland, omkring 120 kilometer norr om delstatshuvudstaden Brisbane. Antalet invånare är 1 175.
Närmaste större samhälle är Tewantin, omkring 16 kilometer öster om Black Mountain. 
Trakten runt Black Mountain består till största delen av jordbruksmark. Runt Black Mountain är det glesbefolkat, med 19 invånare per kvadratkilometer. Genomsnittlig årsnederbörd är 1 531 millimeter. Den regnigaste månaden är mars, med i genomsnitt 289 mm nederbörd, och den torraste är september, med 33 mm nederbörd.